# 美術 (教科)
美術（びじゅつ）は日本の学校教育における美術教育の科目である。小学校の図画工作に相当し、中学校・高等学校で美術という。
高等学校においては、「普通教育に関する各教科」としての「芸術」と「専門教育に関する各教科」としての「美術」に分かれている。

## 概要
文部科学省の新学習指導要領によれば「表現及び鑑賞の幅広い活動を通して，美術の創造活動の喜びを味わい美術を愛好する心情を育てるとともに，感性を豊かにし，美術の基礎的能力を伸ばし，豊かな情操を養う」こと（中学校）、あるいは「美術に関する専門的な学習を通して，美的体験を豊かにし，感性や創造的な表現と鑑賞の能力を高めるとともに，美術文化の発展と創造に寄与する意欲と態度を養う」こと（高等学校）が目標とされる。
素描（デッサン、スケッチ）、絵画（水彩画、油絵、イラスト）、版画、彫刻、デザイン、映像（写真、ビデオ、CG）などの実技とともに、美術鑑賞も重視される。 

## 高等学校普通教科「芸術」
高等学校においては、普通教科としての「芸術」に属する科目として、「美術Ⅰ」、「美術Ⅱ」及び「美術Ⅲ」が設定されている。

## 高等学校専門教科「美術」
高等学校においては、普通教科としての「芸術」とは別に、専門教科としての「美術」が設定されている。専門教科としての「美術」は、主に「美術に関する学科」において履修されている。

### 美術に関する学科
美術に関する学科（びじゅつにかんするがっか）は、高等学校設置基準（平成16年文部科学省令第20号）に規定されている専門教育を主とする学科の1類型。専門教科「美術」に属する科目のうち「美術史」、「素描」及び「構成」が、高等学校学習指導要領（平成11年文部省告示第58号）により原則履修科目として指定されている。